# Öhlins
Öhlins o Öhlins Racing AB, è un'azienda svedese che sviluppa sistemi di sospensione per l'industria automobilistica, motociclistica, mountain bike e nel motorsport. Circa il 97% di tutta la produzione viene esportata in oltre 50 paesi in tutto il mondo.
La società è nota per la fornitura alle maggiori scuderie motociclistiche che corrono nel motomondiale.
L'azienda è stata fondata da Kenth Öhlin nel 1976; in passato ha prodotto un sistema di trazione integrale per motocicli.

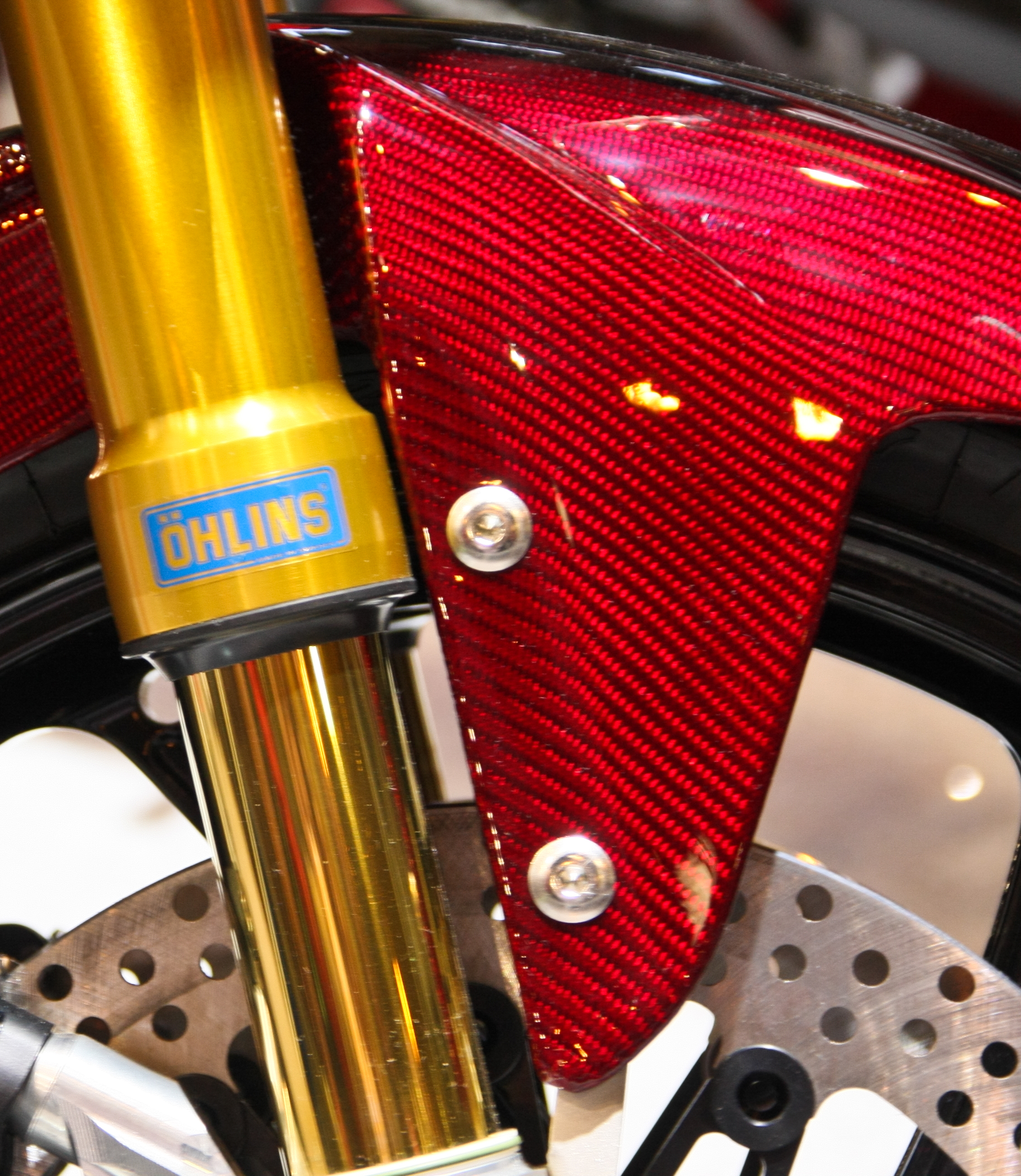
Dettaglio di una forcella Öhlins

Ha sede a Upplands Väsby, in Svezia, dove si trovano anche i principali dipartimenti di ricerca e sviluppo e il sito di produzione, ma ha anche filiali in Asia (in Thailandia), in Germania, negli USA (in Carolina del Nord).
Fornisce componentistica, principalmente sistemi sospensivi, a varie forme di sport motoristici: la Formula 1, il Campionato mondiale Endurance FIA, il Campionato mondiale Rallycross FIA, il Campionato mondiale Rally, il Campionato mondiale Superbike e il Campionato britannico Superbike.
Venerdì 11 ottobre 2024 Brembo compra Öhlins, l'operazione rappresenta la più grande acquisizione nella storia di Brembo, con un corrispettivo di 405 milioni di dollari.